# Kent-Harry Andersson
Kent-Harry Andersson (* 29. April 1949 in Ystad) ist ein schwedischer Handballtrainer.
Er hat viele Jahre in der 1. Bundesliga als erster Trainer gearbeitet und war sehr erfolgreich.
Seine Karriere fing in Ystad an, wo er auch geboren ist. Später bekam er Angebote aus Norwegen und Deutschland, wo er mehrere Jahre verbrachte.
Ab 2003 trainierte Andersson den Bundesligisten SG Flensburg-Handewitt. Im Herbst 2006 musste er sich einer Tumor-Operation am Innenohr unterziehen und fiel für vier Monate als Trainer der SG aus. In dieser Zeit übernahm Viggó Sigurðsson das Amt als Trainer. Nach einigen Misserfolgen seiner Mannschaft und unmittelbar nach einer Heimniederlage im Derby gegen den THW Kiel gab die SG Flensburg-Handewitt am 21. Dezember 2008 die Trennung von Andersson bekannt. Nachfolger wurde sein Co-Trainer Per Carlén. Nach einer Pause vom Handball unterschrieb Andersson am 12. August 2009 einen Vertrag bei den Rhein-Neckar Löwen, wo er bis September 2010 arbeitete. Seit 2013 ist er als Mentalcoach und Mentor der norwegischen Männer-Nationalmannschaft tätig.
Andersson ist verheiratet mit Mette Sällström und hat zwei Töchter. Er ist jetzt zurück nach Schweden gezogen und arbeitet dort mit Personal Coaching in verschiedenen Handballmannschaften. 

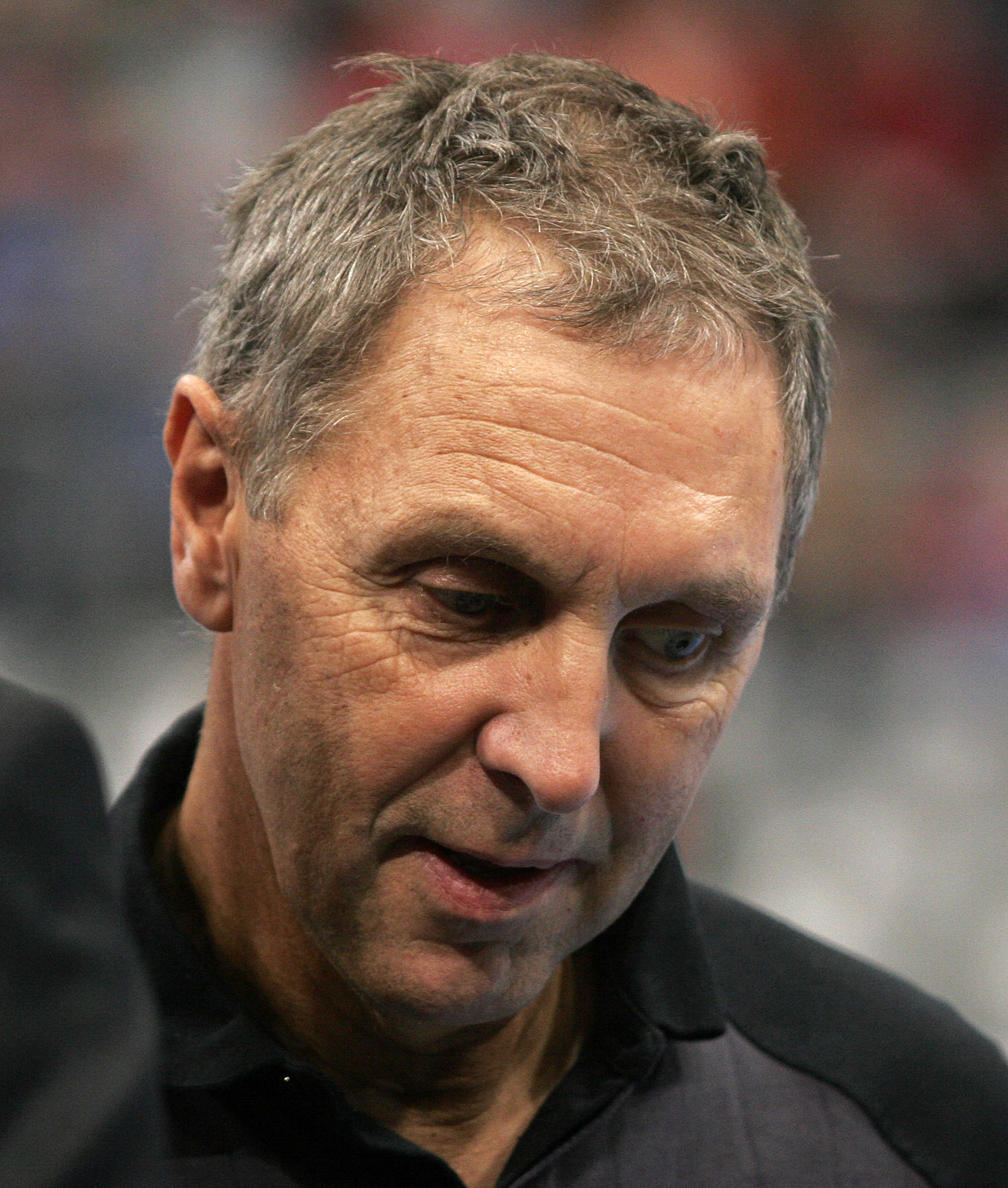
Kent-Harry Andersson

## Erfolge als Trainer
- Deutscher Meister 2004
- DHB-Pokal 2004 und 2005
- City-Cup 1996
- Norwegischer Meister 1996
- Schwedischer Meister 1992
- Deutscher Vize-Meister 2002
- Wahl zum „Trainer der Saison 2004“